# Podnoszenie ciężarów na Letnich Igrzyskach Olimpijskich 2000 – waga piórkowa mężczyzn
Rywalizacja w wadze do 62 kg mężczyzn w podnoszeniu ciężarów na Letnich Igrzyskach Olimpijskich 2000 odbyła się 17 września 2000 roku w hali Sydney Convention and Exhibition Centre. W rywalizacji wystartowało 21 zawodników z 21 krajów. Tytułu sprzed czterech lat nie obronił Turek Naim Süleymanoğlu, który spalił wszystkie próby w rwaniu. Nowym mistrzem olimpijskim został reprezentujący Chorwację Nikołaj Peszałow, srebrny medal wywalczył Grek Leonidas Sambanis, a trzecie miejsce zajął Hienadzij Alaszczuk z Białorusi.
Pierwotnie trzecie miejsce zajął Bułgar Sewdalin Minczew, jednak po wykryciu w jego organizmie zabronionych środków został on zdyskwalifikowany.

## Wyniki
| Pozycja | Zawodnik            | Reprezentacja    | Waga  | Rwanie | Rwanie | Rwanie | Podrzut | Podrzut | Podrzut | Wynik |
| Pozycja | Zawodnik            | Reprezentacja    | Waga  | 1      | 2      | 3      | 1       | 2       | 3       | Wynik |
| ------- | ------------------- | ---------------- | ----- | ------ | ------ | ------ | ------- | ------- | ------- | ----- |
| 1. !    | Nikołaj Peszałow    | Chorwacja        | 61,56 | 145,0  | 150,0  | 150,0  | 175,0   | 185,0   | —       | 325,0 |
| 2. !    | Leonidas Sambanis   | Grecja           | 61,30 | 142,5  | 147,5  | 150,0  | 170,0   | 175,0   | 175,0   | 317,5 |
| 3. !    | Hienadzij Alaszczuk | Białoruś         | 61,68 | 137,5  | 142,5  | 145,0  | 172,5   | 175,0   | 177,5   | 317,5 |
| 4       | Le Maosheng         | Chiny            | 61,28 | 140,0  | 145,0  | 145,0  | 175,0   | 177,5   | 177,5   | 315,0 |
| 5       | Mehdi Panzwan       | Iran             | 61,52 | 140,0  | 140,0  | 145,0  | 162,5   | 172,5   | 172,5   | 302,5 |
| 6       | Hiroshi Ikehata     | Japonia          | 61,78 | 135,0  | 140,0  | 140,0  | 165,0   | 172,5   | 172,5   | 300,0 |
| 7       | Vladimir Popov      | Mołdawia         | 61,56 | 130,0  | 135,0  | 137,5  | 160,0   | 160,0   | 160,0   | 295,0 |
| 8       | Elkhan Suleymanov   | Azerbejdżan      | 61,84 | 130,0  | 135,0  | 135,0  | 162,5   | 162,5   | 162,5   | 292,5 |
| 9       | Yurik Sarkisyan     | Australia        | 61,74 | 125,0  | 130,0  | 130,0  | 160,0   | 165,0   | 167,5   | 290,0 |
| 10      | Zoltán Farkas       | Węgry            | 61,76 | 127,5  | 132,5  | 135,0  | 155,0   | 160,0   | 160,0   | 287,5 |
| 11      | Marcus Stephen      | Nauru            | 61,60 | 115,0  | 122,5  | 127,5  | 152,5   | 162,5   | 167,5   | 285,0 |
| 12      | Samson Matam        | Francja          | 61,88 | 125,0  | 130,0  | 130,0  | 160,0   | 165,0   | 165,0   | 285,0 |
| 13      | Dmitrij Łomakin     | Kazachstan       | 61,92 | 125,0  | 130,0  | 132,5  | 150,0   | 155,0   | 155,0   | 282,5 |
| 14      | Kim Young-tae       | Korea Południowa | 61,92 | 120,0  | 120,0  | 120,0  | 155,0   | 165,0   | 165,0   | 275,0 |
| 15      | Sunday Mathias      | Nigeria          | 61,24 | 110,0  | 115,0  | 120,0  | 150,0   | 155,0   | 155,0   | 265,0 |
| —       | Im Yong-su          | Korea Północna   | 61,70 | 130,0  | 132,5  | 137,5  | 167,5   | 167,5   | 170,0   | —     |
| —       | Ümürbek Bazarbaýew  | Turkmenistan     | 61,78 | 117,5  | 122,5  | 125,0  | 150,0   | 150,0   | 150,0   | —     |
| —       | Naim Süleymanoğlu   | Turcja           | 61,90 | 145,0  | 145,0  | 145,0  | —       | —       | —       | —     |
| —       | Aleksiej Bortkow    | Rosja            | 61,82 | 130,0  | 130,0  | 130,0  | —       | —       | —       | —     |
| —       | Chom Singnoi        | Tajlandia        | 61,92 | 122,5  | 122,5  | 122,5  | —       | —       | —       | —     |
| —       | Sewdalin Minczew    | Bułgaria         | 61,56 | 140,0  | 145,0  | 145,0  | 172,5   | 172,5   | 177,5   | DSQ   |